# Palinges
Cet article possède un paronyme, voir Balinge.
Palinges est une commune française située dans le département de Saône-et-Loire, en région Bourgogne-Franche-Comté.

## Géographie

### Climat
Pour des articles plus généraux, voir Climat de la Bourgogne-Franche-Comté et Climat de Saône-et-Loire.
En 2010, le climat de la commune est de type climat océanique dégradé des plaines du Centre et du Nord, selon une étude du Centre national de la recherche scientifique s'appuyant sur une série de données couvrant la période 1971-2000. En 2020, Météo-France publie une typologie des climats de la France métropolitaine dans laquelle la commune est exposée à un climat océanique altéré et est dans la région climatique Centre et contreforts nord du Massif Central, caractérisée par un air sec en été et un bon ensoleillement.
Pour la période 1971-2000, la température annuelle moyenne est de 10,7 °C, avec une amplitude thermique annuelle de 16,9 °C. Le cumul annuel moyen de précipitations est de 837 mm, avec 11,3 jours de précipitations en janvier et 7,3 jours en juillet. Pour la période 1991-2020, la température moyenne annuelle observée sur la station météorologique de Météo-France la plus proche, « La Guiche », sur la commune de La Guiche à 18 km à vol d'oiseau, est de 10,9 °C et le cumul annuel moyen de précipitations est de 963,4 mm. 
La température maximale relevée sur cette station est de 39,3 °C, atteinte le 25 juillet 2019 ; la température minimale est de −19,5 °C, atteinte le 16 janvier 1985,,.
Les paramètres climatiques de la commune ont été estimés pour le milieu du siècle (2041-2070) selon différents scénarios d'émission de gaz à effet de serre à partir des nouvelles projections climatiques de référence DRIAS-2020. Ils sont consultables sur un site dédié publié par Météo-France en novembre 2022.

## Urbanisme

### Typologie
Au 1er janvier 2024, Palinges est catégorisée commune rurale à habitat dispersé, selon la nouvelle grille communale de densité à sept niveaux définie par l'Insee en 2022.
Elle est située hors unité urbaine. Par ailleurs la commune fait partie de l'aire d'attraction de Montceau-les-Mines, dont elle est une commune de la couronne,. Cette aire, qui regroupe 22 communes, est catégorisée dans les aires de 50 000 à moins de 200 000 habitants,.

### Occupation des sols
L'occupation des sols de la commune, telle qu'elle ressort de la base de données européenne d’occupation biophysique des sols Corine Land Cover (CLC), est marquée par l'importance des territoires agricoles (82,8 % en 2018), une proportion sensiblement équivalente à celle de 1990 (83,4 %). La répartition détaillée en 2018 est la suivante : prairies (61,8 %), zones agricoles hétérogènes (21 %), forêts (10,1 %), zones urbanisées (4,4 %), espaces verts artificialisés, non agricoles (2 %), zones industrielles ou commerciales et réseaux de communication (0,7 %). L'évolution de l’occupation des sols de la commune et de ses infrastructures peut être observée sur les différentes représentations cartographiques du territoire : la carte de Cassini (XVIIIe siècle), la carte d'état-major (1820-1866) et les cartes ou photos aériennes de l'IGN pour la période actuelle (1950 à aujourd'hui).

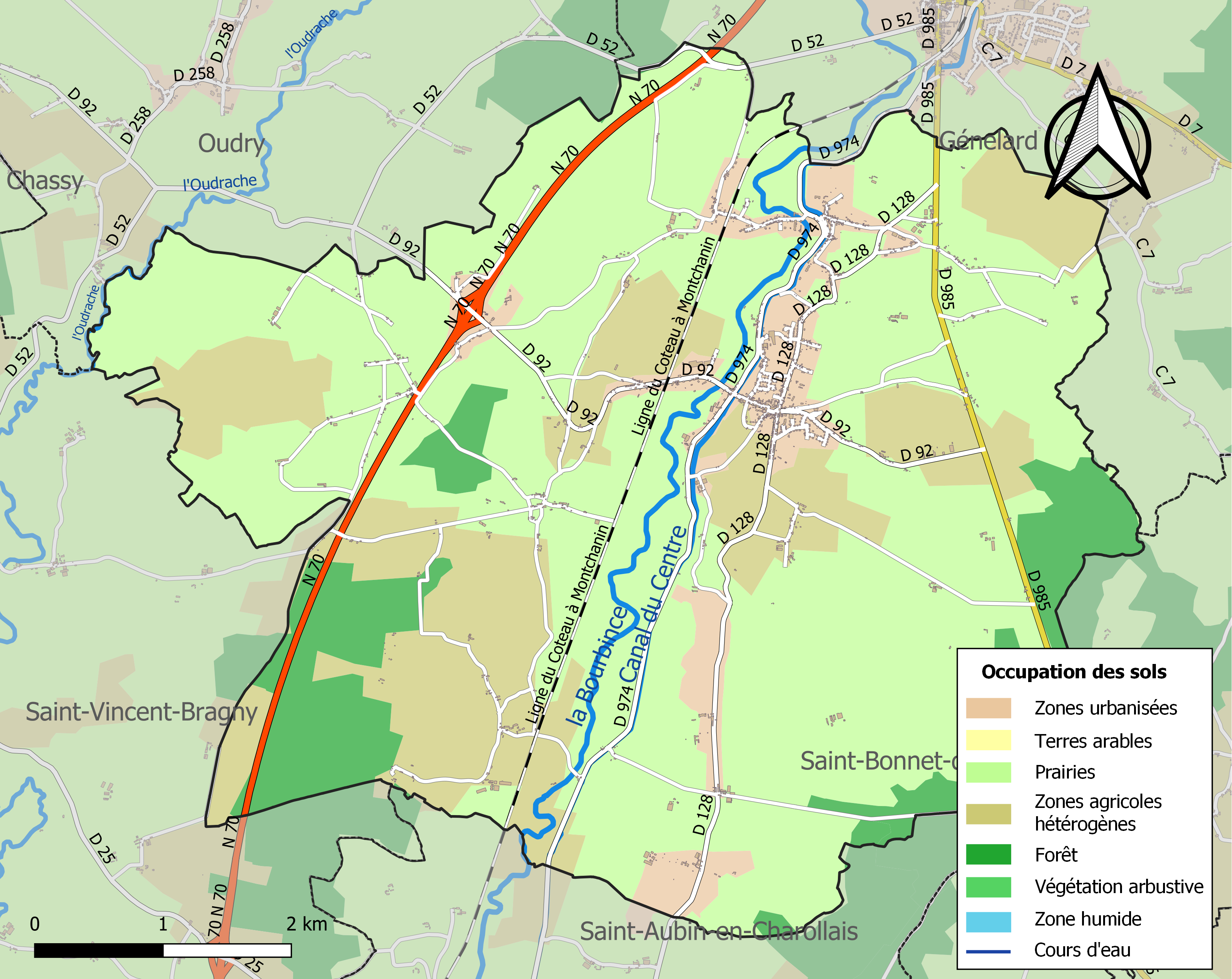
Carte des infrastructures et de l'occupation des sols de la commune en 2018 (CLC).

## Histoire
1823 : la commune de Fautrières est réunie à Palinges.

## Héraldique
| Blason de Palinges | Blason  | Tranché : au 1er échiqueté en bande de gueules et d'argent, au 2e d'argent plain ; à la bande de sable chargée de trois coquilles d'or versées en barre. |
| Blason de Palinges | Détails | Le statut officiel du blason reste à déterminer. |

## Politique et administration

### Liste des maires
| Période                                  | Période    | Identité       | Étiquette | Qualité                                              |
| ---------------------------------------- | ---------- | -------------- | --------- | ---------------------------------------------------- |
| mars 1944                                | ?          | Yves de Launay | DVD       | Conseiller général du canton de Palinges (1945-1951) |
| ?                                        | ?          | M. Vernassier  |           |                                                      |
| ?                                        | ?          | Jean Daval     | Centriste | Conseiller général du canton de Palinges (1964-1969) |
| ?                                        | ?          | M. Bouscarat   |           |                                                      |
| ?                                        | ?          | Paul Claudon   | RI        | Conseiller général du canton de Palinges (1969-1976) |
| ?                                        | mars 1989  | André Béraud   | PS        | Conseiller général du canton de Palinges (1976-1982) |
| mars 1989                                | mars 2008  | Paul Lorton    | DVG       |                                                      |
| mars 2008                                | mars 2014  | Annie Pallot   | PS        |                                                      |
| mars 2014                                | avril 2017 | Paul Lorton    | DVG       |                                                      |
| avril 2017                               | en cours   | Nicolas Lorton | DVG       |                                                      |
| Les données manquantes sont à compléter. |            |                |           |                                                      |

## Démographie
L'évolution du nombre d'habitants est connue à travers les recensements de la population effectués dans la commune depuis 1793. Pour les communes de moins de 10 000 habitants, une enquête de recensement portant sur toute la population est réalisée tous les cinq ans, les populations de référence des années intermédiaires étant quant à elles estimées par interpolation ou extrapolation. Pour la commune, le premier recensement exhaustif entrant dans le cadre du nouveau dispositif a été réalisé en 2006.

En 2022, la commune comptait 1 413 habitants, en évolution de −6,98 % par rapport à 2016 (Saône-et-Loire : −1,06 %, France hors Mayotte : +2,11 %).
| 1793  | 1800  | 1806  | 1821  | 1831  | 1836  | 1841  | 1846  | 1851  |
| ----- | ----- | ----- | ----- | ----- | ----- | ----- | ----- | ----- |
| 1 071 | 1 110 | 1 171 | 1 314 | 1 653 | 1 717 | 1 779 | 1 890 | 1 912 |

| 1856  | 1861  | 1866  | 1872  | 1876  | 1881  | 1886  | 1891  | 1896  |
| ----- | ----- | ----- | ----- | ----- | ----- | ----- | ----- | ----- |
| 2 102 | 2 076 | 2 255 | 2 311 | 2 295 | 2 380 | 2 265 | 2 249 | 2 254 |

| 1901  | 1906  | 1911  | 1921  | 1926  | 1931  | 1936  | 1946  | 1954  |
| ----- | ----- | ----- | ----- | ----- | ----- | ----- | ----- | ----- |
| 2 285 | 2 380 | 2 412 | 2 097 | 2 203 | 1 971 | 1 839 | 1 691 | 1 747 |

| 1962  | 1968  | 1975  | 1982  | 1990  | 1999  | 2006  | 2011  | 2016  |
| ----- | ----- | ----- | ----- | ----- | ----- | ----- | ----- | ----- |
| 1 805 | 1 782 | 1 792 | 1 714 | 1 630 | 1 494 | 1 521 | 1 540 | 1 519 |

| 2021  | 2022  | - | - | - | - | - | - | - |
| ----- | ----- | - | - | - | - | - | - | - |
| 1 442 | 1 413 | - | - | - | - | - | - | - |

## Économie
Chaque année est organisée à Palinges, en début d'année, une importante foire-exposition (95e édition en 2024).

## Lieux et monuments
- Château de Digoine (XVIIIe siècle).
- Le Musée des arts et traditions populaires[18], est géré et animé par l'association des amis du passé de Palinges et sa région. Il présente dans ses cinq salles d'exposition des anciens métiers (forgeron, bourrelier, maréchal-ferrant), l'école d'autrefois, la mode de 1885, l'agriculture, l'activité industrielle..).
- Église de l'Assomption : église romane dont le chevet datant du XIIe siècle est classé.
- Plan d'eau du Fourneau.

## Personnalités liées à la commune
- Pierre Odoux (1871-1956), homme politique né à Palinges.
- Yves Jouffroy (1944), comédien et chanteur né à Palinges.
- Raymond Renaud (1923-) ancien deporté a Buchenwald

## Pour approfondir